# Sudanicus reginae
Sudanicus reginae är en insektsart som beskrevs av Werner 1913. Sudanicus reginae ingår i släktet Sudanicus och familjen syrsor. Inga underarter finns listade i Catalogue of Life.